# Johann Andreas Schubert
Johann Andreas Schubert (Wernesgrün, Steinberg, Saxônia, 19 de março de 1808 – Dresden, 6 de outubro de 1870) foi um engenheiro, empresário, professor de engenharia mecânica e engenharia civil alemão, diretor da Technische Bildungsanstalt Dresden.

## Vida
Filho de um diarista, cresceu com pais adotivos em Leipzig. O pai adotivo era chefe de polícia de Leipzig. Começou sua educação na Thomasschule zu Leipzig, e continuou sua formação após a morte do pai adotivo na escola de guarnição Fortaleza de Königstein e no Instituto de Maçonaria Friedrichstadt, Dresden.
A partir de 1824 estudou construção (mestre construtor, arquitetura) na Escola de Construção da Escola Superior de Belas Artes de Dresden. Durante seus estudos conheceu o lado manual da engenharia mecânica como estagiário na oficina do engenheiro e supervisor do Mathematisch-Physikalischer Salon de Rudolf Sigismund Blochmann.
Em 1828, aos 20 anos de idade, foi contratado como professor de contabilidade e segundo professor de matemática no recém-fundado "Königlich-Technische Bildungsanstalt Dresden", o antecessor da Universidade Técnica de Dresden. Em 1832 Schubert foi nomeado professor. Suas áreas de ensino passaram a ser engenharia mecânica e construção de ferrovias. Seu conhecimento nesse campo estenderam-se em particular após uma viagem à Inglaterra em 1834.

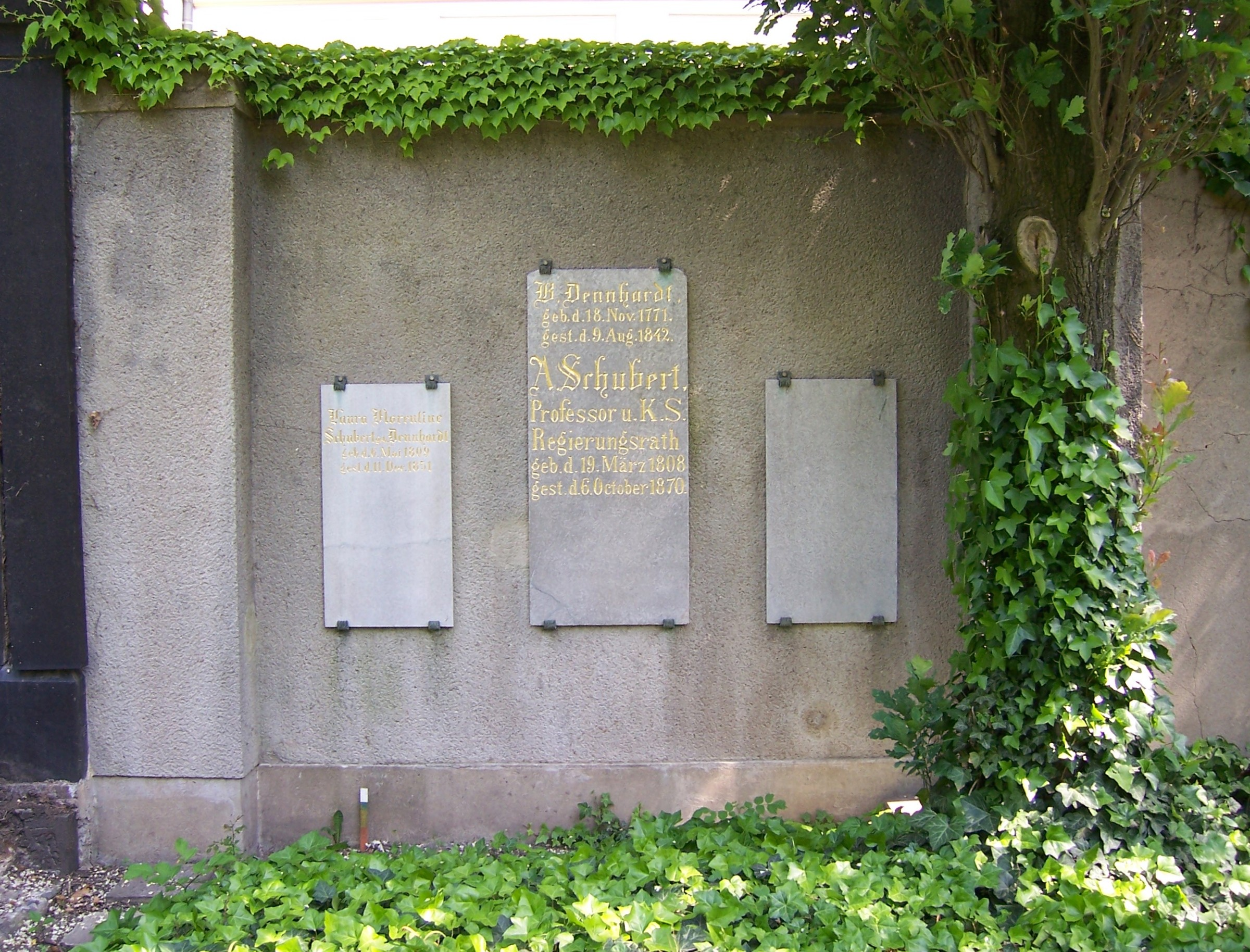
Sepultura de Schubert no Innerer Matthäusfriedhof

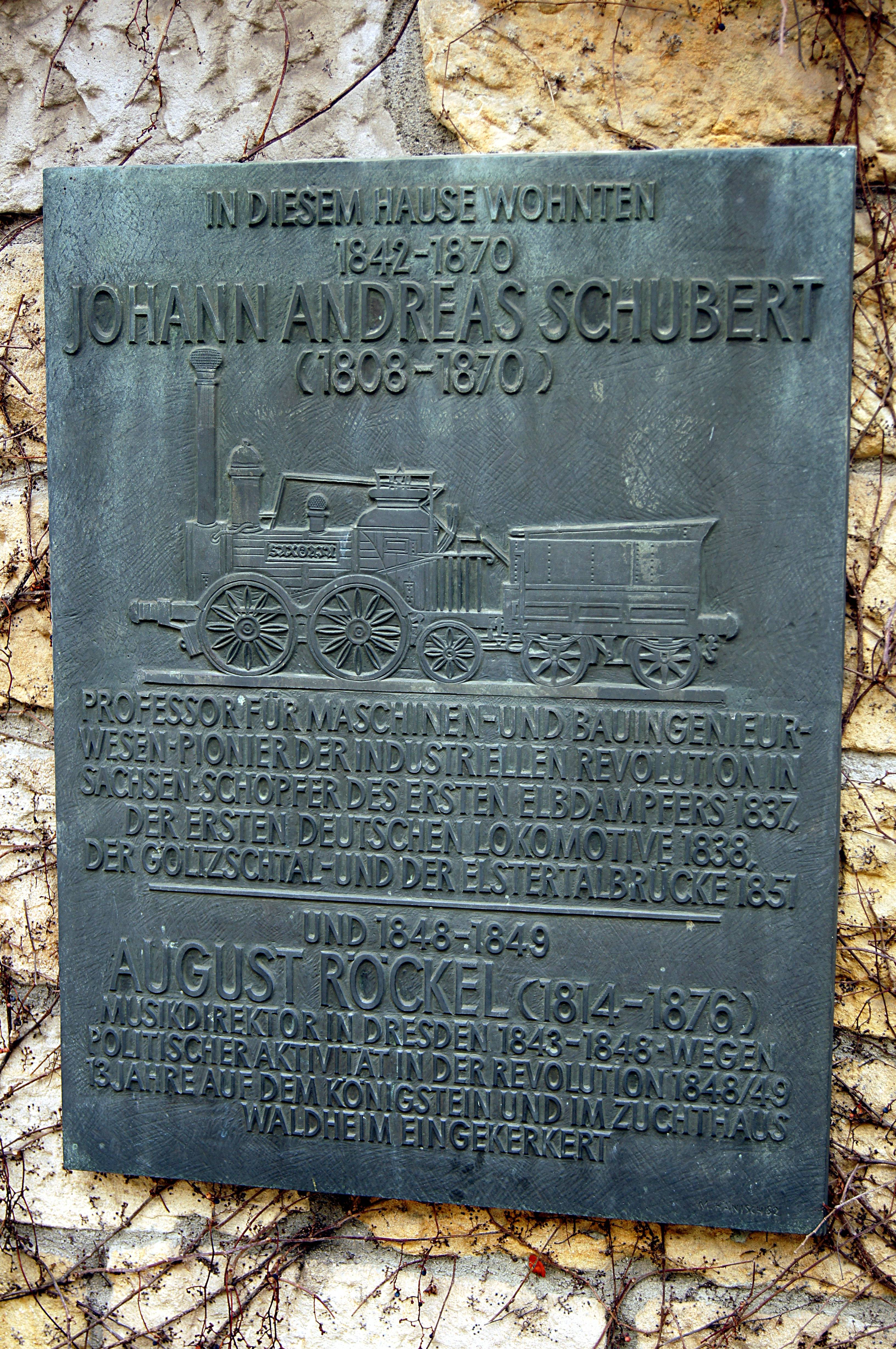
Placa comemorativa para J.A. Schubert na Friedrichstraße 46 em Dresden

Schubert é reconhecido pela construção do Viaduto Elster e da Göltzschtalbrücke. Para esta última foi lançado um edital. Das 81 propostas recebidas nenhuma pôde comprovar a segurança estática. Schubert era o chefe do conselho de exames. Com base em sua experiência com cálculos estáticos, ele mesmo elaborou uma solução e usou sugestões individuais das propostas recebidas. Assim esta foi a primeira ponte calculada estaticamente no mundo. Com mais de 26 milhões de tijolos, é também a maior ponte de tijolos do mundo.
Está sepultado no Innerer Matthäusfriedhof na Friedrichstraße em Dresden.

## Obras
- Handbuch der Mechanik für Praktiker, oder: Die Grundlehren der Mechanik auf die Konstruktion der Maschinen und auf die Baukunst bezogen, Arnoldische Buchhandlung Dresden, 1832;
- Elemente der Maschinenlehre: Vom Materiale der Maschinentheile und deren Construction ......, 2 Bde., 1842/44, Reprint Nabu Press 2011, ISBN 978-1270832997
- Theorie der Konstruktion steinerner Bogenbrücken, 2 Bde., 1847/48;
- Beitrag zur Berichtigung der Theorie der Turbinen, 1850, Reprint Nabu Press 2011, ISBN 978-1179846958